# French Connection
Французская связь (англ. The French Connection, фр. la filière française) — условное название международной системы трафика героина из Европы в США, существовавшей в 1930-е — 1970-е годы. Сырьё (морфиновое основание) поступало из Турции, Сирии и Индокитая на юг Франции (в район Марселя), где действовала сеть подпольных фабрик по производству героина, а затем конечный продукт доставлялся на территорию США в чемоданах с двойным дном и автомобильных тайниках из Марселя, Парижа, Бордо и Гавра либо напрямую, либо через Канаду (Монреаль, Торонто) и Мексику.
Название «Французская связь» появилось благодаря одноимённому фильму Уильяма Фридкина, вышедшему на экраны в 1971 году.

## Мифы
Исследованию деятельности Французской связи посвящено мало специальных работ, поэтому в популярной культуре и журналистике она обросла различными мифами. Французский исследователь Александр Маршан выделил три основных:
- Французская связь была четко структурированной организацией с пирамидальной структурой
- В её деятельность были вовлечены все эшелоны власти Французской республики
- В силу двух первых обстоятельств наркотрафик удалось пресечь лишь после длительной и упорной борьбы.

## Истоки
Французская наркоторговля началась после победы колониальных держав в Опиумных войнах и захвата Индокитая, где было организовано производство опиума. Продажа этого наркотика на китайском рынке приносила большие доходы, поэтому в период генерал-губернаторства в Индокитае Поля Думера (1896—1904) в 1898 году была введена государственная опиумная монополия, в 1899—1904 годах распространённая на весь Индокитай. После того, как правительство Китайской империи в 1906 году запретило торговлю опиумом, и особенно, после подписания 23 января 1912 Гаагской международной конвенции по наркотикам, запрещавшей их поставку в Китай, опиум доставлялся контрабандным путём через Форт-Байяр в колонии Гуанчжоувань, который французы безуспешно пытались превратить в крупный центр международной торговли, вроде Гонконга и Макао, и через Шанхай.
Доходы от торговли опиумом составляли важную часть бюджета Индокитая: около 25 % в 1906 году, 21 % в среднем в 1907—1913 годах, и более 25 % с 1914 по 1920 год.
Во Франции опиум и его производные, а также прочие наркотики были запрещены законом от 12 июля 1916, поскольку в адрес Германии выдвигались обвинения в их производстве и распространении для подрыва боевого духа войск противника. В дальнейшем Франция присоединилась к нескольким международным соглашениям по запрету наркотиков, но на Индокитай их действие не было распространено. В период Второй мировой войны власти Индокитая, подчинявшиеся режиму Виши, значительно увеличили производство — с 7,5 тонн в 1940-м до более чем 60 тонн в 1944-м.
В 1920-е годы говорили, что в Марселе опиум дешевле, чем в курильнях Сайгона. Предположительно, речь шла о плохоочищенном опиуме, украденном с государственных складов в Индокитае, контрабандную доставку которого наладили марсельские моряки.
В 1927 году во Франции была создана мобильная бригада по борьбе с подпольным наркотрафиком, а декретом от 12 сентября 1929 таможенные агенты получили право обыска в любом месте и в любое время.

## Начало
Первые лаборатории по производству героина, предназначенного для транспортировки в Соединённые Штаты, были созданы в 1930-е годы марсельскими гангстерами корсиканцем Полем Карбоном и итальянцем Франсуа Спирито, «которые основали первые мафиозные организации в Марселе».
Во время нацистской оккупации Карбон, Спирито и ещё один крупный наркоторговец, Огюст Рикор, были коллаборационистами, и часть денег от наркотрафика шла на финансирование Карлинга.
После войны, когда Карбон был убит, а Спирито и Рикор бежали в Америку, марсельская организованная преступность перешла под контроль клана Герини. Братья Антуан и Бартелеми Герини были соратниками влиятельного политика-социалиста Гастона Дефера по движению Сопротивления. Став мэром Марселя, Дефер пользовался услугами членов их группировки для выполнения различных распоряжений и предвыборной агитации, закрывая глаза на их криминальную деятельность.
Возможно, Дефер не был прямым пособником наркоторговцев, тем более, что, по данным BNDD, Герини сами не занимались наркотрафиком, а лишь выступали арбитрами в конфликтах между марсельскими кланами, кроме того, до конца 1960-х годов французские власти игнорировали проблему наркоторговли, поскольку трафик, в основном, шел за границу, а отношение к Соединённым Штатам во Франции было прохладным.
В конце 1940-х годов марсельская мафия пользовалась покровительством и даже тайной финансовой поддержкой ЦРУ, использовавшего её как орудие в холодной войне с международным коммунизмом. В 1947 году прокоммунистически настроенные марсельские докеры примкнули к всеобщей забастовке, организованной синдикатом профсоюзов, откликнувшимся на призыв Коминформа бойкотировать план Маршалла, а в 1950 году отказались грузить корабли, предназначенные для доставки войск и грузов на войну в Индокитае, и на две недели остановили работу порта.
Организованную преступность стачки докеров, препятствовавшие наркотрафику, не устраивали, так же, как французские и американские власти, поэтому марсельские бандиты приняли активное участие в подавлении забастовочного движения.

## Возобновление трафика
В первые годы после войны основным поставщиком героина в США была неаполитанская Каморра, с главарями которой договорился высланный из Штатов Лаки Лучано. Каморристы пользовались тем, что контроль государства над легальным производством морфия для фармацевтических нужд был слабым, но в 1951 году итальянское правительство по требованию американцев ужесточило законодательство.
Этим сразу же воспользовались корсиканцы, имевшие каналы поставки сырья и опыт его переработки и ставшие партнёрами Коза Ностры. Меир Лански организовал встречу Лаки Лучано, совершавшего круиз по Средиземному морю, с братьями Герини. Французская связь была восстановлена.
После того, как французы потерпели поражение в Индокитае, основным источником сырья стали турецкие плантации опиумного мака. На слушаниях в Национальной ассамблее 2 декабря 1953 года докладчик по проекту закона об ужесточении мер по борьбе с наркотиками депутат Жан Монтала сообщил коллегам о ликвидации не менее пяти подпольных лабораторий за один истёкший год.
В американской прессе, в связи с наркотрафиком, часто упоминалась некая могущественная мафиозная организация, под названием «Корсиканское объединение» (Unione Corse), в которую, якобы, входили 15 преступных семей, проникших во все сферы Французского государства, и имевших филиалы в США, но французские специалисты считают это журналистским вымыслом. Корсиканская мафия имеет много общего с сицилийской и итало-американской, но, в отличие от них, никогда не образовывала единой организации, так и оставшись группой конкурирующих между собой кланов, объединённых лишь общностью национального происхождения, и способных только к временным союзам.

## Апогей наркотрафика
По данным архивов BNDD, в период наибольшего подъёма Французской связи, в 1960-е годы, наркотрафиком занимались четыре марсельских преступных группировки:
- банда Доминика Вентури и Марселя Франчиши, ставшая известной из-за дела Анжельвена, и признанная наиболее влиятельной
- банда Шарля Мариньяни, по прозвищу Лоло, базировавшаяся в Париже
- банда Жозефа Патрицци и Поля Мондолони
- банда братьев Аранчи, ликвидированная в начале 1960-х

Эти организации действительно имели связи за океаном: брат Доминика Вентури, Жан, обосновавшийся в Монреале, координировал деятельность французских экспатриантов, а Поль Мондолони создавал опорные пункты в Мексике и других странах Латинской Америки. С марсельцами восстановил связь Огюст Рикор, осевший в Асунсьоне, где ему принадлежал ресторан «Paris-Nice». Он предоставил в распоряжение Французской связи свою сеть эмигрантов-коллаборацинистов. Согласно докладу OCRTIS от мая 1970, этот изменник, приговорённый к смертной казни французским военным трибуналом, собрал вокруг себя всех беглых агентов Французского гестапо.
Благодаря показаниям Джо Валачи перед комиссией Конгресса США, Сенатский комитет по правительственным операциям и Постоянный подкомитет по расследованию организованной преступности и незаконного оборота наркотиков представили следующую картину международного наркотрафика:
На Ближнем Востоке 8—9 % легально произведённого опиума не поступает в фармацевтическую промышленность, но превращается ливанскими и сирийскими трафикантами в морфиновую основу. Затем «эти люди, фактически французы по языку и традициям, что обусловлено сильным французским влиянием на Ближнем Востоке, в течение многих лет поддерживают тесные и прочные связи со следующим уровнем трафика, корсиканскими подонками во Франции».
Дальнейший маршрут описан в Drug Enforcement Administration History Book, опубликованной на сайте DEA: сырьё доставлялось авиа-карго в Марсель, а также в Милан, Неаполь, Геную, Палермо и Рим, где у корсиканцев были связи, установленные благодаря общности языка (корсиканцы владеют итальянским) и культуры (сходство мафиозной этики). После превращения в героин, продукт доставлялся в Штаты через французские сети, а также по линиям франкофонов Канады и мексиканцев, но не исключительно. Так в 1960 году американские агенты разоблачили Маурисио Росаля, гватемальского посла в Бенилюксе, наладившего транспортировку морфиновой основы из Бейрута в Марсель, а затем героина из Марселя в Нью-Йорк в дипломатическом багаже. Ловкий дипломат был арестован 3 октября 1960 на Манхэттене; было изъято 110 фунтов героина на сумму в 2 млн долларов — рекордный захват на тот момент. Росаль был позднее осужден вместе с Этьеном Тардити, доставлявшим наркотики для семьи Гамбино, и связанным с французскими спецслужбами.

### Дело Анжельвена
21 января 1962 киноактёр и телеведущий канала ORTF Жак Анжельвен был арестован инспекторами Департамента полиции Нью-Йорка Эдди Иганом и Сонни Гроссо. При обыске его бьюика, доставленного в Нью-Йорк на пакетботе, было обнаружено 52 кг героина, которые Анжельвен согласился ввезти в Америку в обмен на 10 000 долларов, так как рассчитывал, что его профессиональное положение поставит его вне подозрений. 15 сентября 1963 он был приговорен к шести годам тюрьмы. История этого задержания, описанная журналистом Робином Муром, легла в основу сценария фильма «Французская связь».

### Чистота 98 %
В 1958—1962 годах ситуация в Алжире и политический кризис в метрополии препятствовали борьбе с наркотрафиком, но в 1964 году, после двух лет расследования комиссар Лавалет впервые арестовал Жозефа Чезари, самого знаменитого химика Французской связи, прозванного «Месье 98 %», поскольку его стараниями марсельский героин стал лучшим в мире, достигая чистоты 98 %, тогда как конкуренты с Востока могли предложить товар с содержанием героина максимум 70 %. «Это как буйабес, это надо уметь», — говорил другой марсельский гангстер Франсуа Скалья, арестованный в Бруклине за несколько дней до ареста Анжельвена.
По словам Сонни Гроссо, за спиной Анжельвена и Скальи стоял корсиканец Жан Жеан, по прозвищу «Пепе-Кокс», много лет занимавшийся организацией международного наркотрафика, но сумевший избежать ареста, несмотря на все усилия американцев. Уильям Фридкин утверждал, что Жеан был членом Сопротивления, поэтому французская полиция отказывалась его задерживать. Фридкину было сказано, что Жеан умер своей смертью на Корсике.
Чезари вышел на свободу в 1970-м, и продолжал оставаться одним из лучших в мире специалистов по очистке героина.

### Устранение клана Герини
В 1967 году Антуан Герини, глава клана, был убит по приказу своего бывшего лейтенанта Тани Дзампы, и с согласия Марселя Франчиши. Брат убитого, Бартелеми, пытался отомстить, начав короткую, но жестокую гангстерскую войну, но в результате был арестован и осужден на 20 лет. После этого наркоторговля, в основном, сосредоточилась в руках группировки Вентури и Франчиши, которые, в отличие от Герини, не имели поддержки марсельской администрации. Франчиши придерживался правых взглядов, был связан с голлистской военизированной группировкой Служба гражданского действия (SAC), в состав которой входило немало бандитов, как корсиканских, так и французских, и являлся генеральным советником Союза защиты Республики на Южной Корсике, аффилированного с SAC. Маршан отрицает связь между наркоторговцами и государством на том основании, что SAC, печально известная своими уголовными преступлениями, никогда не была частью госструктур, оставаясь добровольческим формированием.
После ликвидации клана Герини контроль над криминальным Марселем оспаривали группировки Дзампы и Франсиса Ванвенберга, по прозвищу «Бельгиец». Наркоторговля не была их основным занятием, тем не менее, они участвовали в деятельности Французской связи.

### Американские требования
В том же 1967 году Эндрю Тартальино, шеф BNDD, заявил: «Установлено, что Франция является источником более 75 % героина, потребляемого нашими наркоманами».
В период президентства Де Голля, настроенного антиамерикански, французские должностные лица отвечали на упреки в попустительстве наркотрафику — «если ваши граждане употребляют героин, то это ваши, а не наши проблемы» (слова главы МВД Раймона Марселена), но после резонансного случая смерти девушки от передозировки, произошедшего в 1969 году в Бандоле, властям пришлось принимать меры, и в следующем году наказание за наркоторговлю увеличили с пяти лет тюрьмы до двадцати, а при рецидиве — до сорока.
В августе 1969 Ричард Никсон направил президенту Помпиду письмо, требуя усилить борьбу с наркоторговлей. Настойчивость Белого дома привела к некоторому напряжению во франко-американских отношениях. 24 июня 1970 перед зданием французского консульства в Нью-Йорке прошла демонстрация с плакатами «Франция производит героин», «Героин убивает», «Наркотики идут из Франции».
17 июня 1971 Никсон объявил наркотики врагом общества номер один, заявив, что от их употребления погибло больше американских граждан, чем в войне во Вьетнаме.
Приехавший в Париж в августе 1971 года директор европейского бюро BNDD Джон Кьюсак в интервью прессе заявил, что Марсель — это место транзита наркотиков, и что в этом городе есть три или четыре заправилы наркоторговли, чувствующие себя в безопасности, благодаря счетам в банке и уважению, которое их окружает. Елисейский дворец потребовал у американца покинуть страну.
В 1971 году произошел скандал, усиливший подозрения американцев в причастности французских секретных служб к наркотрафику. 5 апреля 1971 некий Роже Делуэт был арестован в Порт-Элизабет в Нью-Джерси с грузом героина, спрятанным в его кемпинг-каре. Американским таможенникам он заявил, что является агентом SDECE, под началом полковника Поля Фурнье, и выполняет распоряжения последнего. Судья Стерн из Ньюарка хотел вызвать полковника на допрос, что привело к резкой полемике между чиновниками по обе стороны Атлантики. BNDD разделилось на умеренных и обвинителей, вроде Джона Кьюсака, упрекавших французов в двуличии. Осенью в Париже судебной полиции поручили выяснить, какое отношение Делуэт имеет к контрразведке. По словам Александра Маршана, вскоре совместное франко-американское расследование установило, что Роже Делуэт был всего лишь информатором секретных служб, когда находился на Кубе и в Африке, и прекратил на них работать в марте 1970. Таким образом, скандал удалось замять, но истина осталась неизвестной, а подозрения сохранились, тем более, что ещё несколько французских секретных агентов оказались замешаны в наркотрафике, и один из них, Мишель Мерц, подозревался в причастности к убийству президента Кеннеди.

## Ликвидация Французской связи
Французская связь процветала в течение 20 лет, прежде чем французское правительство решило начать с ней борьбу. Отставной американский судья Сэмюэл Лейбовиц 27 июня 1970 заявил в прессе: «Французская полиция закрывает глаза. Почему мафия использует Марсель как центр своей деятельности уже тридцать пять лет? Да потому что марсельская полиция ни разу мизинцем не пошевелила, чтобы ей помешать».
Соглашение о сотрудничестве, подписанное 26 февраля 1971 года американским министром юстиции Джоном Митчеллом и французским министром внутренних дел Раймоном Марселеном положило конец бездействию. До этого BNDD не имело во Франции постоянного представителя, хотя отдельные агенты, в том числе сам «суперполицейский» Джон Кьюсак, Энтони Пол, Чарлз Сирагюьза, Майкл Пичини и другие, с середины 1950-х годов периодически выполняли служебные миссии.
До 1969 года OCRTIS имела всего 17 агентов, занятых координацией действий региональных групп по борьбе с наркотиками, и находились эти агенты только в Париже и Марселе.
Важную роль в ликвидации сети сыграло давление, оказанное американским правительством на Турцию. В 1970 году туда нанесли визит руководители BNDD Джон Инджерсолл и Джон Кьюсак, потребовавшие у турецкого правительства запретить производство опиума, поскольку 80 % героина, поставляемого в США, вырабатывалось из турецкого сырья. 19 июня 1972 производство опиума в Турции было запрещено.
В 1971 году президент Помпиду откликнулся на призыв соседних стран объединить усилия в борьбе с наркоманией, положив начало созданию группы Помпиду, ныне входящей в Совет Европы.
Во Франции было существенно увеличено финансирование борьбы с наркоторговлей (число агентов центрального офиса возросло до двухсот, а в марсельской бригаде с 7 до 45), а в сентябре 1971 под давлением американцев во главе OCRTIS встал энергичный комиссар Франсуа Лемуэль, а марсельскую бригаду возглавил Марсель Морен, оба из управления по борьбе с бандитизмом.
Американцы предоставили новейшее оборудование, в том числе передвижные лаборатории, оснащённые датчиками, способными уловить испарения, возникающие при фабрикации героина. Они представляли собой автомобили фольксваген с антеннами двухметровой высоты для улавливания запаха. Французы прозвали их «сопящими тачками» (camions renifleurs). Лемуэль заметил американскому послу Уотсону, что, появись они в Провансе с такими приспособлениями, местное население сразу же их обнаружит, и потребовал изменить конструкцию.
В декабре 1971 состоялась личная встреча Никсона и Помпиду на Азорских островах. В преддверии этого рандеву американский президент вновь письменно настаивал перед своим французским коллегой на более решительных действиях.
29 февраля 1972 года таможенники задержали на рейде Марселя судно «Каприз погоды» (Le Caprice des temps), собиравшееся идти в Майами с 425 кг героина на борту. Эта 20-метровая посудина с 1970 года совершала рейсы через Атлантику с грузом наркотиков; контрабанду организовали отчаянные авантюристы Жан-Клод Келла, по прозвищу «Дьявол», и Лоран Фьоккони, по прозвищу «Шарло», работавшие на Франсиса Бельгийца.
Весной того же года в Обани была обнаружена первая из лабораторий Жо Чезари, где изъяли 100 кг героина. По словам Лемуэля, американский посол так обрадовался, что затащил его в свой личный самолёт, дабы вместе посмотреть на результаты операции. Полиция арестовала три основные группы марсельских химиков (Марьюса Пастра, Жо Чезари и братьев Лонг), а в 1973 году были схвачены Жан-Батист Кроче, считавшийся главой сети, и его подручные Жозеф Мари, по прозвищу Зе-Лефризе, и Этьен Моска, после чего разгром Французской связи был признан законченным. Кроче стал первым крестным отцом, осуждённым за наркотрафик. В 1974 году его приговорили к 18 годам тюрьмы, его лейтенанты также получили крупные сроки.
Огюст Рикор был арестован в Асунсьоне в 1972 году вместе с бандитом Кристианом Давидом, по прозвищу «Красавчик Серж», членом SAC, в своё время работавшим на братьев Герини, и которого некоторые сторонники теории заговора подозревают в причастности к убийству президента Кеннеди. Обоих экстрадировали в США, где они были осуждены.
Всего за три года во Франции и США было осуждено более 500 преступников, участвовавших в наркотрафике.
В 1974 году Ричард Никсон торжествовал победу, объявив, что отныне американские улицы будут свободны от марсельского героина.

## Обманчивая победа
Несмотря на разгром сети наркоторговцев, смертность от передозировок во Франции в 1974 году даже возросла, поскольку потребители были вынуждены удовлетворять свои потребности за счёт фармацевтических препаратов из аптек. Число ограблений аптек и подделки рецептов резко возросло.
Оставшиеся на свободе марсельские химики перебрались на Сицилию, передавать опыт коллегам, наладившим поставки сырья из Золотого треугольника. Самым известным примером является Андре Буске, которого судье Пьеру Мишелю удалось арестовать в Палермо только в 1980 году. Уже в 1975 году OCRTIS подтвердила наличие на рынке наряду с плохоочищенным азиатским белого героина высокой чистоты, произведённого беглыми марсельскими химиками.
В условиях героиновой революции 1970-х годов ликвидация Французской связи привела к созданию в 1974 году ещё более опасной системы, известной, как Pizza Connection, контроль над которой после Второй мафиозной войны захватила корлеонская группировка, поставлявшая героин при посредничестве босса криминальной семьи Тампы Санто Траффиканте, по мнению некоторых исследователей, воспользовавшегося объявленной Никсоном войной с наркотиками для вытеснения с рынка французских конкурентов. Смещение центра героинового трафика в Италию было, в частности, обусловлено более либеральным законодательством: даже по закону 1975 года, усилившему наказание, в сравнении с 1951 годом, за наркотрафик полагалось менее 10 лет тюрьмы.
Наркоторговля во Франции также не была побеждена. Корсиканские преступники восстановили связи с Лаосом и Вьетнамом, где даже под властью коммунистических режимов остались французские авантюристы, поставлявшие героин. Жо Чезари после своего второго ареста сообщил следователям, что рассматривал предложение из Южной Америки: наладить в Колумбии сеть лабораторий по производству кокаина.
В уголовной хронике периодически появляются сообщения об остатках Французской связи. Так, в 2008 году были арестованы один из крупных трафикантов начала 1970-х Вильям Перрен и химик Андре Буске, вышедший на свободу в 2001 году. Их обвинили в транспортировке во Францию 34 кг колумбийского кокаина. В 2008 году Буске получил ещё пять лет тюрьмы.

## Кинематограф
- Французская связь (French Connection), режиссёр Уильям Фридкин (1971)
- Крёстный отец (The Godfather), режиссёр Фрэнсис Форд Коппола (1972)
- Прощай Марсель (Hit!), режиссёр Сидней Д. Фури (1973)
- Badge 373, режиссёр Говард В. Кох (1973)
- Марсельский контракт (The Marseille Contract), режиссёр Роберт Пэрриш (1974)
- Французская связь 2 (French Connection 2), режиссёр Джон Франкенхаймер (1975)
- Митчелл (Mitchell), режиссёр Эндрю В. МкЛаглен (1975)
- Месть Розовой пантеры (Revenge of the Pink Panther), режиссёр Блейк Эдвардс (1978)
- Принц города (Prince of the City), режиссёр Сидней Лумет (1981)
- Следователь (Le Juge), режиссёр Филипп Лефевр (1984)
- Попай Дойль (Popeye Doyle), режиссёр Питер Левин (1986)
- Американский гангстер (American Gangster), режиссёр Ридли Скотт (2007)
- Американская западня (Le Piège américain), режиссёр Шарль Бинаме (2008)
- Французский транзит (La French), режиссёр Седрик Жименес (2014)